# Фердинанд Казимир I фон Изенбург-Бюдинген
Фердинанд Казимир I фон Изенбург-Бюдинген (на немски: Ferdinand Casimir I von Ysenburg-Büdingen; * 19 януари 1716, Вехтерсбах; † 16 септември 1778, Асенхайм) е граф на Изенбург-Бюдинген, господар на Вехтерсбах (1755 – 1778).

## Произход
Той е най-възрастният син на граф Фердинанд Максимилиан II фон Изенбург-Бюдинген (1692 – 1755) и първата му съпруга му графиня Албертина Ернестина фон Изенбург-Бюдинген (1692 – 1724), дъщеря на граф Йохан Казимир фон Изенбург-Бюдинген (1660 – 1693) и София Елизабет фон Изенбургг-Бирщайн (1650 – 1692).
Братята му са Албрехт Август (1717 – 1782), Вилхелм Райнхард (1719 – 1785), Карл Лудвиг (1720 – 1785), Волфганг Ернст (1721 – 1751) i Адолф (1722 – 1798). Полубрат е на Лудвиг Максимилиан I (1741 – 1805).
Фердинанд Казимир I умира на 16 септември 1778 г. в Асенхайм на 62 години и е погребан във Вехтерсбах.

## Фамилия
Фердинанд Казимир I се жени на 7 юли 1750 г. в Тиргартен, Бюдинген, за графиня Августа Каролина фон Изенбург-Бюдинген (* 15 юли 1722, Бюдинген; † 30 ноември 1758, Вехтерсбах), дъщеря на граф Ернст Казимир I фон Изенбург-Бюдинген-Бюдинген (1687 – 1749) и графиня Кристина Елеанора фон Щолберг-Гедерн (1692 – 1745). Те имат двама сина:
- Фердинанд Казимир II (1752 – 1780), граф на Изенбург-Бюдинген, господар на Вехтерсбах, женен на 29 април 1775 г. в Зиген за графиня Августа Луиза Клементина Хедвиг фон Бентхайм-Щайнфурт (1755 – 1798)
- Христиан Вилхелм Албрехт (1757 – 1758)